# Aleksander Rozenblum

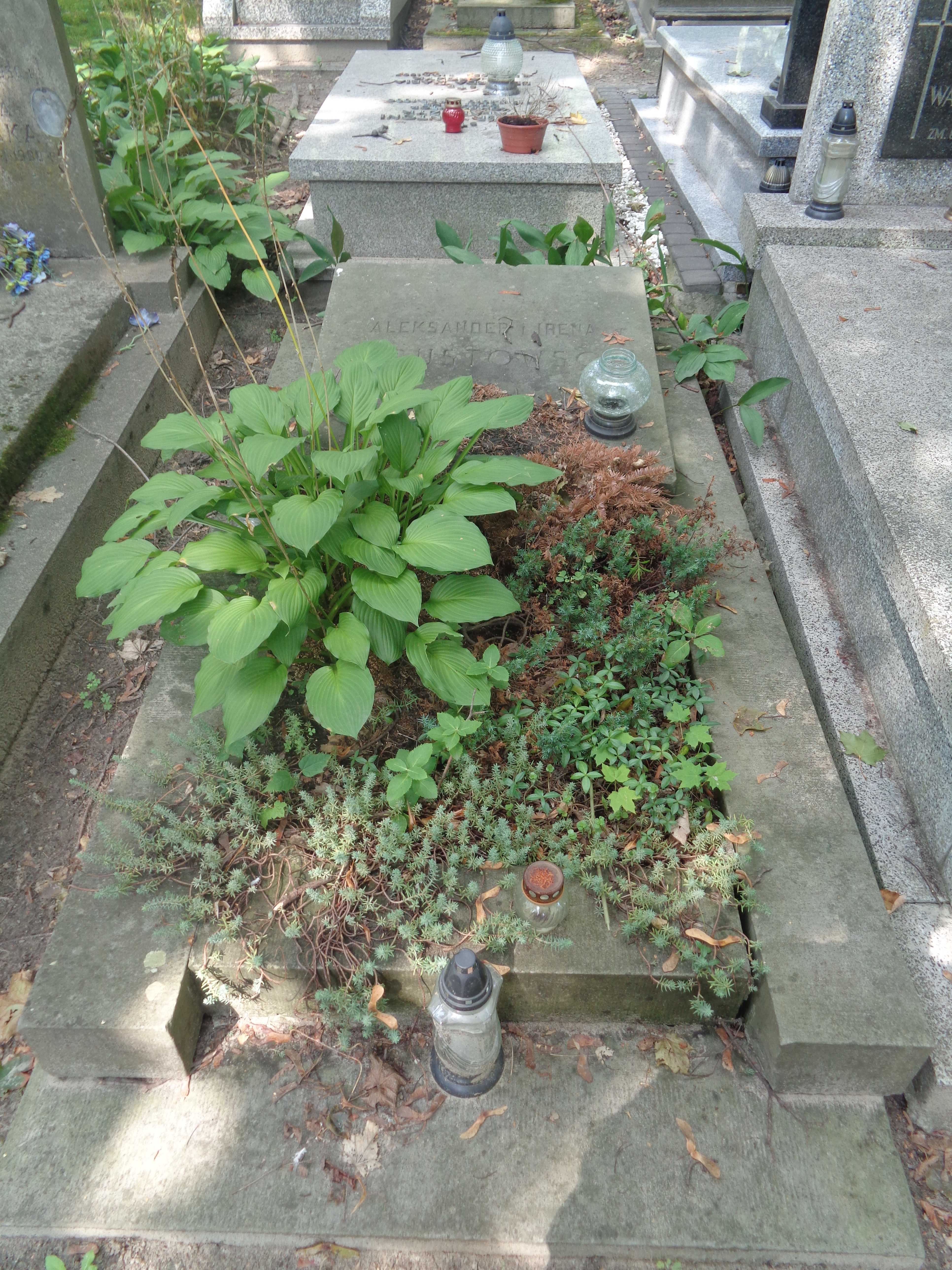
Grób Aleksandra Augustowskiego na cmentarzu wojskowym na Powązkach

Aleksander Rozenblum (po 1938 Augustowski, ur. 18 maja 1883 w Usnarzu, zm. 13 lutego 1950 w Warszawie) – polski filozof, nauczyciel, wykładowca w Wyższej Szkole Higieny Psychicznej, uczeń Edmunda Husserla.

## Życiorys
Uczęszczał do gimnazjum gubernialnego w Grodnie i VI Gimnazjum Klasycznego w Sankt Petersburgu. Studiował na Wydziale Filozoficznym Uniwersytetu Jagiellońskiego w Krakowie od roku akademickiego 1902/1903 do 1904/1905. Jego nauczycielami byli m.in. Stefan Pawlicki, Maurycy Straszewski, Marian Zdziechowski, Władysław Heinrich, Mścisław Wartenberg. W latach 1905–1915 trzykrotnie wstępował na Uniwersytet Jerzego Augusta w Getyndze, studiując tam łącznie przez dziewięć semestrów. Uczestniczył wówczas w wykładach i seminariach Juliusa Baumanna i Georga E. Müllera, a przede wszystkim Edmunda Husserla. Był członkiem założycielem Getyngeńskiego Towarzystwa Filozoficznego. Przez krótki czas studiował też na Uniwersytecie Ludwika i Maksymiliana w Monachium.
W 1916 roku wstąpił do Polskiego Towarzystwa Psychologicznego, brał udział w pracach Warszawskiego Instytutu Filozoficznego. 14 marca 1916 roku na posiedzeniu Polskiego Towarzystwa Psychologicznego wygłosił wykład „O metodzie fenomenologicznej”, pierwszy w historii filozofii publiczny ślad popularyzacji teorii fenomenologicznych w języku polskim.
8 stycznia 1910 roku ożenił się z pochodzącą z Warszawy Ireną Fryling. Mieli syna Zbigniewa (1919–1962). W okresie międzywojennym Rozenblum był nauczycielem w Prywatnym Gimnazjum i Liceum Żeńskim Towarzystwa Współpraca w Warszawie przy Miodowej 14. Przed wojną mieszkał na Złotej 59a. W 1938 roku przyjął wraz z całą rodziną nazwisko rodowe swej matki. Podczas okupacji rodzina Rozenblumów mieszkała na Marszałkowskiej 142. Po wojnie wykładał psychologię i poradnictwo psychologiczne w Wyższej Szkole Higieny Psychicznej. Rozenblum zmarł na raka płuc w 1950 roku, pochowany jest na cmentarzu wojskowym na Powązkach (kwatera AII-5-32).

## Dorobek naukowy
Nie zachowały się prace ani tłumaczenia autorstwa Rozenbluma. Z korespondencji wiadomo, że pracował nad tłumaczeniami Logische Untersuchungen Husserla i Logik Pfändera. Podczas okupacji rękopisy Rozenbluma uległy zniszczeniu.

## Prace
- „Vorstellung an sich” u Bolzana. „Przegląd Filozoficzny” 22 (4), s. 420, 1920
- O teorii poznania u Husserla. „Przegląd Filozoficzny” 27 (3/4), s. 267, 1924